# Rhegmaspis xiphoidea
Rhegmaspis xiphoidea è un pesce agnato estinto, appartenente ai galeaspidi. Visse nel Devoniano inferiore (circa 410 - 407 milioni di anni fa) e i suoi resti fossili sono stati ritrovati in Cina.

## Descrizione
Questo pesce, al contrario della stragrande maggioranza dei galeaspidi, possedeva un corpo slanciato e affusolato. Lo scudo cefalico era a forma di siluro, e si prolungava in un processo rostrale sottilissimo e allungato. Le orbite erano piccole e poste ventrolateralmente, e le fosse branchiali erano anch'esse poste in posizione più o meno ventrale. Non era presente alcun "corno" posteriore o interno nello scudo cefalico, al contrario di quanto avveniva negli altri galeaspidi. Le dimensioni, inoltre, erano insolitamente piccole: si calcola che un individuo adulto fosse lungo circa 7 centimetri in totale.Il sistema sensoriale era caratterizzato da canali sopraorbitali posteriori a forma di V. Rhegmaspis, come tutti i galeaspidi, possedeva un'apertura mediana posta dorsalmente nello scudo cefalico; in Rhegmaspis, questa struttura era di forma ovale allungato longitudinalmente. L'ornamentazione dello scudo cefalico era costituita da grandi tubercoli pentagonali dalla superficie piatta.

## Classificazione
Rhegmaspis è un rappresentante abbastanza atipico dei galeaspidi, ma il corpo allungato e fusiforme permette di classificarlo all'interno della famiglia Gantarostraspididae. Rhegmaspis xiphoidea venne descritto per la prima volta nel 2015, sulla base di resti fossili ritrovati nella provincia di Yunnan, in Cina, in terreni risalenti al Devoniano inferiore. 

## Paleoecologia
Rhegmaspis, al contrario della maggior parte dei galeaspidi, doveva essere un animale che nuotava attivamente e non aveva uno stile di vita bentico. 